# العرب (صحيفة فلسطينية)
العرب صحيفة أسبوعية مصورة، تبحث في شؤون العالم العربي والإسلامي. صدر العدد الأول منها بتاريخ 27 آب 1932 (قسم منها ملون والأخر غير ملون). تتميز بشعار خريطة تجمع فلسطين، العراق، مصر، الجزيرة العربية وشمال إفريقيا.
كتب فيها العديد من الكتاب والأدباء البارزون مثل محمد عزة دروزة، الذي كتب في أعدادها الأولى، خاصة مقالة «يقظة العرب القومية الحديثة». رفعت الصحيفة صوت نقدي تجاه سياسة التشرذم الظاهرة في الأقطار العربية المختلفة واهتمامها بالمشاكل الداخلية وشؤون الأقطار العربية المجاورة. وتبنت صوت الدفاع عن حرية البلاد العربية واستقلالها ووحدتها.